# المثنى (اسم)
المثنى هو اسم علم مذكر عربي،  صيغته دلالة على اثنين أو اثنتين، معناه من (ث ن ي) المعطوف والمردود بعضه على بعض.

## شخصيات بارزة
- المثنى بن حارثة الشيباني
- المثنى بن الصباح
- المثنى بن لاحق العجلي
- المثنى صبح

## لقب
- الحسن المثنى